# Selección de waterpolo de la Unión Soviética
La selección de waterpolo de la Unión Soviética representó a la Unión Soviética en competiciones internacionales de waterpolo. Después de la disolución de la Unión Soviética, el equipo nacional ruso de waterpolo se convirtió en el sucesor del equipo soviético.

## Participaciones

### Juegos Olímpicos
- 1952 - 7°[1]
- 1956 -
- 1960 -
- 1964 -
- 1968 -
- 1972 -
- 1976 - 8°
- 1980 -
- 1984 - Clasificado pero retirado
- 1988 -

### Campeonato mundial
- 1973 - [1]
- 1975 -
- 1978 - 4°
- 1982 -
- 1986 -
- 1991 - 7°

### Copa Mundial
- 1979 - 4°[1]
- 1981 -
- 1983 -
- 1985 - No participó
- 1987 -
- 1989 - 6°
- 1991 - 5°

## Estadísticas

### Más partidos
| # | Jugador          | Pdos. | Pos. | Años | Nacionalidad |
| - | ---------------- | ----- | ---- | ---- | ------------ |
| 1 | Alekséi Barkalov | 412   | ?    |      | Ucrania      |

### Más puntos
| # | Jugador          | Pdos. | Pos. | Años | Nacionalidad |
| - | ---------------- | ----- | ---- | ---- | ------------ |
| 1 | Alekséi Barkalov | 200+  | ?    |      | Ucrania      |

- Datos: Q2404840
- Multimedia: Soviet Union men's national water polo team / Q2404840

1. 1 2 3  «HistoFINA - Medallistas y estadísticas de waterpolo». Archivado desde el original el 16 de abril de 2021. Consultado el 22 de mayo de 2021.